# Апокуро
Апокуро е исторически планински район в днешна Етолоакарнания, Гърция. Намира се заключен между североизточната страна на езерото Трихонида, река Евинос и източните склонове на Панетолико до границите с Евритания. Най-общо историческия Апокуро съвпада териториално с Дем Термо.
Апокуро се споменава за първи път като име през 1520 г. (в „Житието на Светия мъченик Яков Младши“) и като кааза на Навпакт през 1569 г. Изследователите обаче са на мнение, че този район е завладян от османците преди оформянето на Карли-или и първоначално по аналогия със съседна Кравара е принадлежал административно към санджак Трикала, понеже е стоял административно самостойно. Франсоа Пуквил изброява селищата на Апокуро, които са 23 на брой със 2700 жители, като кааза на Карпениси.
Османските архиви от 1569/70 г. до средата на XVII век свидетелстват, че тогава Апокуро е бил една от независимите каази на Инебахти. Не е известно точно кога и за какъв период от време Апокуро престава да бъде самостоятелна кааза и се „прикрепва“ като „гвоздей“ към каазата Карпениси.
Апокуро е типичен "овчарски/каракачански район" към 1829 г. или по време на създаването на Кралство Гърция, което ще рече принадлежността му към историческа Мала Влахия.